# Ghost in the Shell (película de 2017)
Ghost in the Shell (titulada: Ghost in the Shell: La vigilante del futuro en Hispanoamérica y Ghost in the Shell: El alma de la máquina en España) es una película estadounidense de ciencia ficción de 2017, dirigida por Rupert Sanders con guion de Jamie Moss, William Wheeler y Ehren Kruger, basada en el manga japonés homónimo de Masamune Shirow. La película está protagonizada por Scarlett Johansson, Michael Pitt, Pilou Asbæk, Chin Han y Juliette Binoche. La película se estrenó el 31 de marzo de 2017.

## Argumento
En un futuro próximo, los seres humanos se verán reforzados con mejoras cibernéticas en rasgos como la visión, la fuerza y la inteligencia. El desarrollador de aumento Hanka Robotics establece un proyecto secreto para desarrollar un cuerpo artificial, o "caparazón", que pueda integrar un cerebro humano en lugar de una IA. Mira Killian (Scarlett Johansson), la única sobreviviente de un ataque ciberterrorista que mató a sus padres, es elegida como sujeto de prueba después de que su cuerpo sufre daños irreparables. A pesar de las objeciones de su diseñadora, la Dra. Ouelet (Juliette Binoche), el director ejecutivo de Hanka Robotics, Cutter (Peter Ferdinando), decide utilizar a Killian como agente antiterrorista.
Un año después, Killian ha alcanzado el rango de Mayor en la Sección 9 de la oficina antiterrorista, trabajando junto a los operativos Batou (Pilou Asbæk) y Togusa (Chin Han) bajo el mando del Jefe Daisuke Aramaki (Takeshi Kitano). Killian, quien experimenta alucinaciones que Ouelet descarta como fallas, está preocupada por lo poco que recuerda de su verdadero pasado. El equipo frustra un ataque terrorista en una conferencia de negocios de Hanka en un hotel, para promover la venta de su tecnología a otros países, y Killian destruye a una geisha robótica (voz de Rila Fukushima), después de que asesina a un rehén. 
En el laboratorio, descubren que la geisha fue pirateada por una entidad desconocida conocida como Kuze (Michael Pitt), Killian rompe el protocolo y "se sumerge" en su IA en busca de respuestas. La entidad repele el ingreso, se defiende, intenta un contraataque contra Killian y Batou se ve obligado a desconectarla. Rastrean al hacker hasta un club nocturno yakuza, donde son atraídos a una trampa, capturan a Killian y tratan de desmantelarla, y se inicia una batalla en el club entre criminales, la policía y el comando antiterrorista. Una explosión destruye los ojos de Batou y daña el cuerpo de Killian al tratar de protegerlo y escapar juntos. Cutter está enfurecido por las acciones de Killian y amenaza con cerrar la Sección 9 a menos que Aramaki la mantenga a raya, evite daños en su cuerpo y mente, considerados un experimento de nueva tecnología de la empresa para otros robots en el futuro.
Kuze rastrea a la consultora Hanka de la Sección 9, la Dra. Dahlin (Anamaria Marinca), y la mata aplastando su cabeza. El equipo vincula su asesinato con la muerte de otros investigadores sénior de la empresa y se da cuenta de que Ouelet es el próximo objetivo. Kuze toma el control de dos trabajadores sanitarios en un camión recolector de basura y los envía a matar a Ouelet, estrellan el camión de basura contra la limosina ejecutiva que pasa cerca de ellos a gran velocidad. Ahora Batou reparado con ojos cibernéticos y diferentes tipos de visión, mata a un infiltrado mientras Killian reparado somete al otro, al perseguirlo por las calles de la ciudad. 
Mientras interrogan al trabajador infiltrado en el laboratorio, Kuze habla a través de él antes de obligarlo a suicidarse. Togusa rastrea el ataque hasta una ubicación secreta en el centro de la ciudad, donde el equipo descubre una gran cantidad de humanos conectados mentalmente como una red de señales improvisada, en la clandestinidad y oculta de la policía. Killian es capturado y Kuze se comunica nuevamente con ella, le revela que él es un sujeto de prueba fallido de Hanka del mismo proyecto que creó a Killian. Él la insta a cuestionar sus propios recuerdos y que deje de tomar su medicación en secreto, porque es una manipulación de la empresa y ayuda a bloquear sus recuerdos de la vida pasada. Kuze luego la libera y escapa del lugar.
Motivada por la revelación de Kuze, Killian se enfrenta a Ouelet, quien admite que 98 sujetos de prueba murieron antes que Killian, y sus recuerdos están implantados por falsos recuerdos. Cutter ha decidido que Killian es una responsabilidad, se convierte en un problema, está fuera de control y el proyecto ha fracasado. Cutter le ordena a Ouelet que la mate después de regresar a Hanka, pero en cambio, Ouelet le da a Killian una dirección y la ayuda escapar, justo después de devolverle sus recuerdos reales. Cutter entra al laboratorio y mata a Ouelet, pero culpa a Killian, diciendo que se ha vuelto rebelde, el programa ha fracasado y es mejor eliminarla. Le informa a Aramaki y al equipo que Killian debe ser eliminado, pero Aramaki en defensa propia, le advierte a Cutter que si la elimina, la Sección 9 se podría desmoronar y dejaría de existir.
Killian sigue la dirección de un apartamento ocupado por una madre viuda, que revela que su hija, Motoko Kusanagi (Kaori Yamamoto), se escapó de casa hace un año y fue arrestada; mientras que en la custodia, Motoko se quitó la vida. Killian se va y se pone en contacto con Aramaki, quien le permite a Cutter escuchar de forma remota su conversación. Batou, Togusa y Aramaki eliminan a los hombres de Cutter que intentan tenderles una emboscada para asesinarlos en la calle, mientras que Killian sigue sus recuerdos al escondite donde Motoko fue vista por última vez junto a Hideo (Andrew Morris). Ahí, Kuze y ella se encuentran, y recuerdan sus vidas pasadas como radicales anti-aumento que fueron secuestrados por Hanka como sujetos de prueba, manipuladas y convertidas en un experimento.
Cutter despliega un “tanque araña” para matarlos. Kuze casi muere antes de que Killian pueda arrancar el Centro de Control de Motores del tanque, perdiendo un brazo en el proceso. Mortalmente herido, Kuze se dirige a Killian rogándole: “Ven conmigo, aquí no hay sitio para nosotros”, pero Killian se niega, diciendo: “No, no puedo irme; mi sitio está aquí”. Kuze le dice que siempre estará con ella en su espíritu (ghost) y luego se desvanece, después de que un francotirador Hanka lo asesina. Batou y el equipo rescatan a Killian, mientras que Aramaki ejecuta a Cutter con el respaldo de Killian. Al día siguiente, ahora reparada y abrazando su verdadera identidad como la japonesa Motoko, Killian se reconecta con su madre y regresa a trabajar con la Sección 9.

## Reparto
- Scarlett Johansson como Mayor Mira Killian / Motoko Kusanagi.
- Michael Pitt como Hideo / Kuze.[8]
- Pilou Asbæk como Batou.
- Chin Han como Togusa.
- Juliette Binoche como Dra. Ouelet[9]
- Takeshi Kitano como Daisuke Aramaki.
- Peter Ferdinando como Cutter.
- Anamaria Marinca como Dra. Dahlin.
- Lasarus Ratuere como Ishikawa.
- Yutaka Izumihara como Saito.
- Tawanda Manyimo como Borma.
- Danusia Samal como Ladriya.
- Pete Teo como Tony.
- Yuta Kazama como Data Host.
- Rila Fukushima como la voz de la geisha robótica de túnica roja.
- Kaori Momoi como Hairi.
- Kaori Yamamoto como Motoko Kusanagi (cuerpo original).
- Andrew Morris como Hideo (cuerpo original).
- Michael Wincott como Dr. Osmond (sin acreditar).
- Tricky[10]

## Producción
En 2008, DreamWorks (que había distribuido en Estados Unidos a través de su división Go Fish Pictures la película Ghost in the Shell 2: Innocence) y Steven Spielberg adquirieron los derechos para producir una adaptación cinematográfica live action del manga original. Avi Arad y Steven Paul fueron posteriormente confirmados como productores, con Jamie Moss para escribir el guion. En octubre de 2009, se anunció que Laeta Kalogridis reemplazaría Moss como escritor. El 24 de enero de 2014, se informó que Rupert Sanders dirigiría la película, con un guion de William Wheeler. Wheeler trabajó en el guion durante aproximadamente un año y medio, diciendo más tarde: "Es una gran empresa, y sé que ha habido por lo menos seis o siete escritores". Jonathan Herman también trabajó en el guion. En última instancia, el crédito para el guion se dio a Jamie Moss y Ehren Kruger.
El 3 de septiembre de 2014, Margot Robbie estaba en las primeras conversaciones para el papel principal. El 16 de octubre, se anunció que DreamWorks había hecho una oferta de 10 millones de dólares a Scarlett Johansson para el papel principal, después de que las conversaciones de Robbie para el papel se desmoronaron, cuando fue elegida como Harley Quinn en Escuadrón Suicida. Esta es la segunda vez que Scarlett Johansson protagoniza una película de ciberpunk después de La isla (2005). En mayo de 2015, Paramount Pictures acordó coproducir y cofinanciar la película. El 10 de noviembre de 2015, Pilou Asbæk fue elegido en la película para el papel de Batou, el mejor luchador y segundo en el mando en la Sección 9. El 19 de noviembre de 2015, se informó que Sam Riley estaba en las primeras conversaciones para unirse a la película por el papel de villano como Kuze, el líder de los criminales y extremistas más peligrosos. Pero, el 4 de febrero de 2016, la revista Variety informó que Michael Pitt estaba en conversaciones para el papel. El 3 de marzo de 2016, el sitio The Wrap informó que el actor japonés Takeshi Kitano había sido casteado como Daisuke Aramaki, el fundador y líder de la unidad de élite Sección 9 encargado de proteger al mundo de las amenazas tecnológicas más peligrosas.
La fotografía principal de la película comenzó en Wellington, Nueva Zelanda, el 1 de febrero de 2016. En abril de 2016, se anunció el reparto completo, que incluyó a Juliette Binoche, Chin Han, Lasarus Ratuere y Kaori Momoi. En mayo de 2016, Rila Fukushima fue casteada para la película. La filmación terminó en Nueva Zelanda el 3 de junio de 2016. El rodaje también tuvo lugar en Hong Kong, alrededor de la calle Pak Hoi y la calle Woosung el 7, 8, 10, 14-16 de junio.

## Controversia
La elección de Scarlett Johansson para el papel principal recibió acusaciones de whitewashing. Se ha alegado que los cineastas en algún momento hicieron uso de CGI y otros efectos visuales de prueba para alterar la apariencia de Johansson con el fin de hacer que su personaje tuviera rasgos asiáticos, estimulando más las reacciones negativas a la película. Paramount declaró que las pruebas duraron poco y no involucraron a Johansson. Algunos fanes, así como personas que trabajan en la industria, han afirmado que la controversia es un síntoma de un problema más grande, y que los temores modernos de Hollywood de lanzar actores no blancos traerían menos audiencias que los actores blancos. Marc Bernardin del Los Angeles Times comentó que «lo único que preocupa en Hollywood es la taquilla».
En Japón, algunos fanes del manga se sorprendieron de que el casting causara controversia, ya que muchos asumieron que en una producción de Hollywood elegirían a una actriz blanca en el papel principal, y consideraron que no se debería prestar demasiada atención a la apariencia física del protagonista principal porque los temas dominantes en Ghost in the Shell son la naturaleza de la identidad propia y cómo se ve afectada con el uso de diferentes cuerpos cyborg que alojan humanos cibernéticos. Sam Yoshiba, director de la división internacional de negocios en la sede de Kodansha en Tokio (la compañía que tiene los derechos de la serie y sus personajes) dijo: «Mirando su carrera hasta ahora, creo que Scarlett Johansson es una buena elección. Y nunca imaginamos que sería una actriz japonesa en primer lugar... esta es una oportunidad para que una propiedad japonesa se vea por todo el mundo».

## Lanzamiento
El lanzamiento de la película fue originalmente programado por Walt Disney Studios Motion Pictures para el 14 de abril de 2017, a través de su distribuidora Touchstone Pictures. La película formó parte del acuerdo de distribución de DreamWorks con Walt Disney Studios, que comenzó en 2009. En abril de 2015, Disney trasladó la fecha de lanzamiento de la película en Norteamérica al 31 de marzo de 2017, con Paramount Pictures manejando la distribución internacional. Sin embargo, se informó en septiembre de 2015 que DreamWorks y Disney no renovaron su acuerdo de distribución, el cual expiró en agosto de 2016. En enero de 2016, Disney dejó la película después de que el acuerdo de distribución de DreamWorks con Universal Pictures finalizara en diciembre de 2015. Los derechos de distribución de la película fueron transferidos completamente a Paramount en lugar de Universal, manteniendo la fecha de lanzamiento de Disney el 31 de marzo de 2017.